# ディープ・デッド・ブルー
ディープ・デッド・ブルー(Deep Dead Blue)は、1995年に発表されたエルヴィス・コステロ&フリゼールのアルバム。

## 収録曲
1. 奇妙な悪夢 - Weird Nightmare
2. ラヴ・フィールド - Love Field
3. シェイムド・イントゥ・ラヴ - Shamed into Love
4. GIGI - Gigi
5. あわれなナポレオン - Poor Napoleon
6. ベイビー・プレイズ・アラウンド - Baby Plays Around
7. ディープ・デッド・ブルー - Deep Dead Blue